# Коро (острів)
Коро (фіджійською "село") — вулканічний острів Фіджі, який є частиною архіпелагу Ломаївіті. Море Коро названо на честь цього вулканічного острова, уздовж гребня якого з півночі на південь простягаються пасма базальтових шлакових конусів. З площею 105,3 км2 це сьомий за величиною острів Фіджі. 1960 року його населення становило близько 2500 осіб. Станом на  2007  близько 4500 фіджійців жили на острові в 14 селах, сьогодні багато сімей європейських країн будують будинки на цьому острові. Двічі на тиждень курсує паром із Коро з Сува, а також сполучає Коро з Вануа-Леву на півночі. 
На острові є аеропорт, розташований на його східному узбережжі. Northern Air забезпечує один регулярний рейс на тиждень до Коро, зазвичай у суботу з Сува. 
На північно-західному краю острова розташовані курорти Дере Бей  і Коро Біч.  Житлові резиденції Koro Seaview Estates  було створено навколо курорту Dere Bay Resort у 1989 році, і Станом на  2009 у цьому комплексі було побудовано близько 60 будинків, включаючи реконструйований 300-річний будинок, імпортований з Яви, Індонезія. Копра і дало є основними експортними товарами острова. У селі Накамакі на північній стороні острова проводять традиційну церемонію виклику черепах, під час якої жителі співають пісні, а черепахи підіймаються на поверхню. Лісове господарство та лісозаготівля є основними видами економічної діяльності. На острові є кілька невеликих медичних пунктів і шкіл. На острові також є Western Union і пошта.
2-й полк морської піхоти США 2-ї дивізії морської піхоти та частина 1-ї дивізії морської піхоти провели репетиції висадки (операція «Ластівчин хвіст») на Коро в липні 1942 року перш ніж вирушити на Гуадалканал. Американське реаліті-шоу «Під одним дахом» 2002 року знімали на острові Коро. 2009 року острів Коро показали на телеканалі Home and Garden TV International House Hunters. Епізод зняли у травні 2009 року.

## Дивіться також
- Список вулканів Фіджі

## Зовнішні посилання
- - Information about Koro Island and Owners community of Koro Seaview Estates
- - Information on Travel to  and Living on Koro and the Koro Beach Resort
- - Information on Real Estate on Koro Island